# Битва при Танханпхо (1592)
Битва при Танханпхо (кор. 唐項浦海戰, 당항포 해전, яп. 唐項浦海戦) — морское сражение, состоявшееся между японским и корейским флотом в бухте Танханпхо в ходе Имдинской войны. Третья битва второй кампании Ли Сунсина.

## Краткие сведения
После битвы при Танпхо 10 июля 1592 года корейский флот под командованием Ли Сунсина и Вон Гюна вышел в открытое море. 12 июля он объединился с силами правого флота провинции Чолладо под предводительством адмирала Ли Окки. Объединённая корейская эскадра состояла из 49 судов класса пханоксон и 2 «кораблей-черепах».
В тот же день Ли Сунсин получил сообщение от жителей острова Коджедо, что в бухте Танханпхо находятся на стоянке 26 японских кораблей. Утром 13 июля, под прикрытием тумана, корейская эскадра приблизилась к бухте и обнаружила противника. Ли Сунсин выслал вперед 4 пханоксона и «корабль-черепаху», которые открыли огонь по японцам.
Хотя адмирал мог уничтожить вражеские суда прямо в бухте, он задумал выманить их в море, чтобы уцелевшие японские солдаты не отомстили местному населению. Из-за этого 5 атаковавших кораблей начали притворное отступление, заманивая противника. Японское командование решило догнать их и пустило за ними все 26 кораблей. Когда японские суда вышли в море, все корабли корейского флота окружили их и начали поливать артиллерийским огнём. Несколько судов вырвались из окружения, но были потоплены корейцами в погоне.